# Rick Yancey

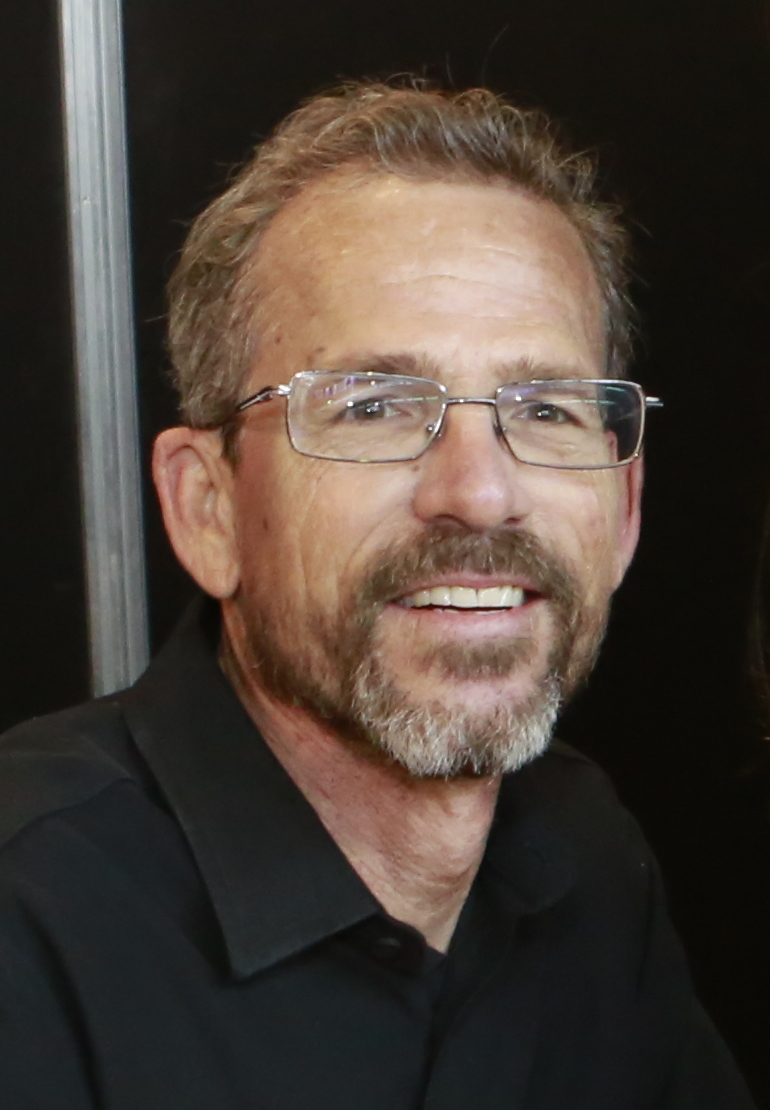
Rick Yancey

Richard „Rick“ Yancey (* 4. November 1962 in Miami, Florida) ist ein US-amerikanischer Schriftsteller.

## Leben
Er erwarb einen B. A. in Englisch an der Roosevelt University in Chicago und arbeitete danach zunächst als Lehrer und Schauspieler. Später war er bei der amerikanischen Steuerbehörde IRS beschäftigt. Seit 2004 ist er freier Schriftsteller, beginnend mit der Veröffentlichung von Confessions of a tax collector, in dem er seine Arbeit als Steuerfahnder schilderte. In der Folge hat er mehrere Serien von Romanen für Kinder und Erwachsene veröffentlicht, die ihm unter anderem eine Nominierung für die Carnegie Medal einbrachten. Im Januar 2016 kam der Film Die 5. Welle in die deutschsprachigen Kinos, der auf seinem gleichnamigen Roman basiert.

## Auszeichnungen
- 2014 LovelyBooks Leserpreis in der Kategorie Science Fiction für Die fünfte Welle

## Bibliographie
Einzelwerke
- A Burning in Homeland (2003)
- Confessions of a Tax Collector (2004)

The Highly Effective Detective
1. The Highly Effective Detective (2006)
2. The Highly Effective Detective Goes to the Dogs (2008)

Alfred Kropp
1. The Extraordinary Adventures of Alfred Kropp (2005), deutsch Die außergewöhnlichen Abenteuer des Alfred Kropp (2007)
2. Alfred Kropp: The Seal of Solomon (2007)
3. Alfred Kropp: The Thirteenth Skull (2008)

Der Monstrumologe
1. The Monstrumologist (2009), deutsch Der Monstrumologe (2010)
2. The Curse of the Wendigo (2010), deutsch Der Monstrumologe und der Fluch des Wendigo (2012)
3. The Isle of Blood (2011), deutsch Der Monstrumologe und die Insel des Blutes (2013)
4. The Final Descent (2013), deutsch Der Monstrumologe und das Drachen-Ei (2015)

Die fünfte Welle
1. The 5th Wave (2013), deutsch Die fünfte Welle (2014)
2. The Infinite Sea (2014), deutsch Das unendliche Meer (2015)
3. The Last Star (2016),  deutsch Der letzte Stern (2016)